# Kostel svatého Jana Křtitele (Bzenec)
Kostel svatého Jana Křtitele je římskokatolický chrám v městě Bzenec v okrese Hodonín. Je farním kostelem farnosti Bzenec a je chráněn jako kulturní památka České republiky.

## Historie
O existenci farní správy a kostela ve Bzenci již v první polovině 13. století lze soudit z listiny královny Konstancie z roku 1235, ve které se objevuje zmínka o bzeneckém faráři Absolonovi. Původní malý kostelík stál na místě dnešního, v roce 1615 při něm vzniklo literátské bratrstvo sv. Jana Křtitele. Nevyhovující kostelní budova byla zbourána koncem 17. století a na jejím místě byl 3. května 1696 položen základní kámen dnešního kostela. Stavba byla dokončena v roce 1702.

## Popis
Vchod barokního kostela s valenou klenbou je zdoben portálem s erbem Kryštofa Pruskovského z Pruskova a jeho manželky. Jednolodní stavba, ke které přiléhá na severní straně čtyřboká sakristie, je 45 metrů dlouhá, 13 metrů široká a 12 metrů vysoká. Průčelí kostela dominovala původně vyšší věž, do které byl zavěšen velký zvon z roku 1613. V roce 1768 byl objednán zvon nový. Dnešní podoba věže je z roku 1746, tehdy byla do věžní báně vložena pamětní listina. Nezměněnou součástí původního kostela zůstaly krypty, které sloužily pro členy hraběcí rodiny a duchovní. Vnitřnímu vybavení kostela dominuje hlavní oltář se sloupovým retabulem z první poloviny 18. století s obrazem křtu Krista, při sloupech jsou rozmístěny figury evangelistů Matouše a Jana, figury Lukáše a Marka jsou posazeny na konzolách nástavce, na hlavní oltář navazují dřevořezby sv. Petra a Pavla. I další vybavení kostela pochází vesměs z 18. století. U kostela stojí sloup sv. Trojice z roku 1764.
Prostor kolem kostela byl využíván do roku 1812 jako hřbitov, později byl upraven na park. V roce 1812 byl zbudován nový, současný hřbitov.